# FC 짐브루 키시너우

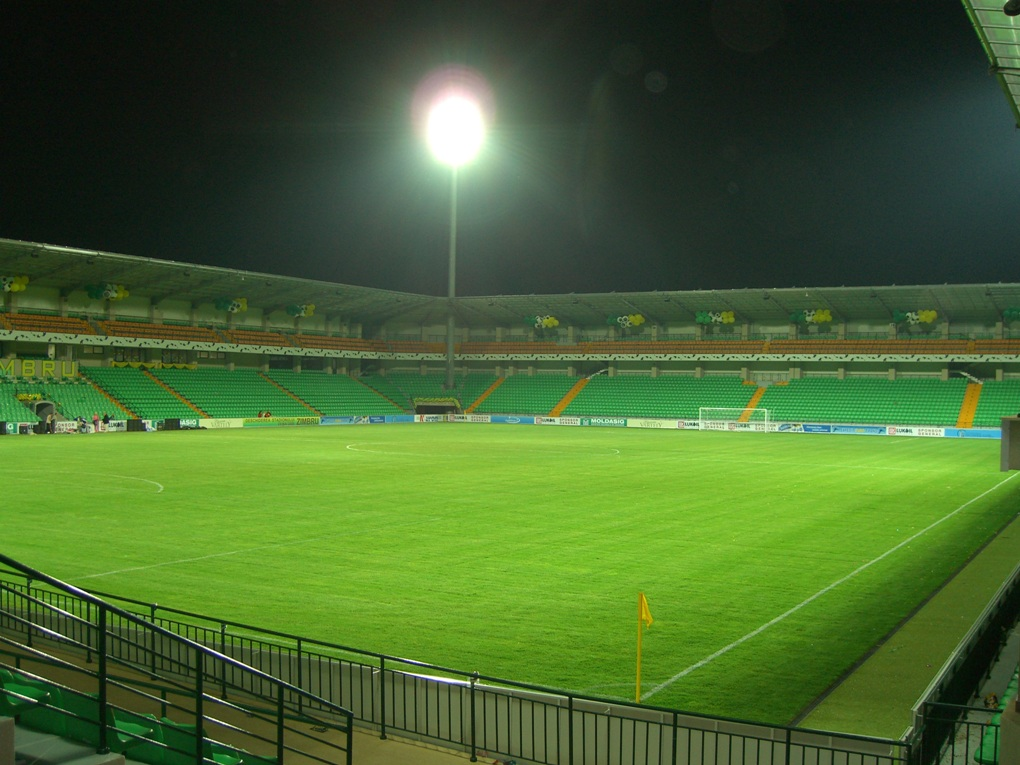

FC 짐브루 키시너우(루마니아어: FC Zimbru Chişinău)는 몰도바의 수도 키시너우를 연고로 하는 축구 팀이다. 이 구단은 1947년에 설립되었으며 현재는 디비지아 나치오날러에 참가하고 있다. 키시너우에 있는 스타디오눌 짐브루를 홈 구장으로 한다. 짐브루는 루마니아어로 "유럽들소"를 뜻한다.

## 선수 명단

### 현역
참고: FIFA 자격 규정에 따라 소속된 국가대표팀 국기를 표시합니다. 선수는 복수의 FIFA 비회원국 국적을 가지고 있을 수 있습니다.
| 번호 | 포지션 | 국적       | 이름              |
| ---- | ------ | ---------- | ----------------- |
| 5    | DF     | 튀르키예   | 알리 예실리우르트 |
| 8    | MF     | 기니       | 이브라히마 수마   |
| 15   | MF     | 나이지리아 | 가브리엘 오베크파 |
| 28   | GK     | 몰도바     | 니콜라이 체보타리 |

| 번호 | 포지션 | 국적 | 이름 |
| ---- | ------ | ---- | ---- |